# Az óra (film, 2016)
Az óra (eredeti cím: Szlava — jelentése magyarul: Dicsőség) bolgár-görög filmdráma, Petr Vlcsanov és Krisztina Grozeva rendezésében. Magyarországon a Vertigo Média Kft. hozta forgalomba.

## Cselekmény
Egy vasúti alkalmazott hatalmas pénzösszeget talál a sínek között, amit becsületesen átad a hatóságoknak. A közlekedési vállalat azonban PR célokra akarja felhasználni őt, valamint vele próbálnak meg eltussolni egy korrupciós botrányt is. A kisember akarata ellenére egyre jobban belegabalyodik a korrupció és bürokrácia útvesztőibe – ő pedig csupán ki szeretne kerülni a reflektorfényből és visszakapni korábbi életét, valamint azt a családi örökségnek számító karórát, amit elvettek tőle.

## Szereplők
| Szerep         | Színész           |
| -------------- | ----------------- |
| Tzanko Petrov  | Stefan Denolyubov |
| Julia Staykova | Margita Gosheva   |
| Misho          | Stanislav Ganchev |
| Kiril Kolev    | Milko Lazarov     |
| Pepa           | Tanya Shahova     |
| Ivan           | Deyan Statulov    |
| Galya          | Mira Iskarova     |